# Propagador
Em mecânica quântica, um propagador é uma função ou distribuição que descreve a amplitude da probabilidade de uma partícula se mover de uma posição para outra. Tecnicamente, é a função de Green para a equação do movimento.

## Definição

### Partícula não-relativística
O propagador {\displaystyle K(x,t;x',t')} é uma função ou distribuição que verifica a seguinte equação:
{\displaystyle \left(\mathrm {i} \hbar {\frac {\partial }{\partial t}}-H\right)K(\mathbf {x} ,t;\mathbf {x} ',t')=\delta (x-x')\delta (t-t')} .
Aqui {\displaystyle H} é o hamiltoniano e {\displaystyle \delta } é a distribuição dirac.
Por exemplo, considere uma partícula não relativística livre. O propagador, portanto, verifica:
{\displaystyle \left(\mathrm {i} \hbar {\frac {\partial }{\partial t}}-{\frac {\hbar ^{2}}{2m}}\nabla ^{2}\right)K(\mathbf {x} ,t;\mathbf {x} ',t')=\delta (x-x')\delta (t-t')} .
Para resolver isso, converta em momento- e espaço de frequência :
{\displaystyle (\hbar \omega -\hbar ^{2}p^{2}/2m)K(\mathbf {p} ,\omega )=1} .
Seguindo-se que:
{\displaystyle K(\mathbf {p} ,\omega )={\frac {1}{\hbar \omega -\hbar ^{2}p^{2}/2m}}} .
Converta de volta para posição e espaço-tempo:
{\displaystyle K(\mathbf {x} ,t;\mathbf {x} ',t')=\int {\frac {\operatorname {d} ^{3}\!\mathbf {k} \;\operatorname {d} \!\omega }{(2\pi )^{4}}}\exp(\mathrm {i} (\mathbf {k} \cdot (\mathbf {x} -\mathbf {x} ')-\omega (t-t')))K(\mathbf {p} ,\omega )} .
A integral é ambígua, porque tem um pólo em
{\displaystyle \omega =\hbar p^{2}/2m} .
Deve-se desambiguar a integral adicionando um infinitesimal, mas existem dois sinais possíveis (Por isso o propagador não é único). Ao adicionar um infinitesimal pode-se calcular:
{\displaystyle K_{\pm }(\mathbf {x} ,t;\mathbf {x} ',t')}
{\displaystyle =\int {\frac {\operatorname {d} ^{3}\!\mathbf {k} \;\operatorname {d} \!\omega }{(2\pi )^{4}}}\exp(\mathrm {i} (\mathbf {k} \cdot (\mathbf {x} -\mathbf {x} ')-\omega (t-t'))){\frac {1}{\hbar \omega \pm \mathrm {i} \epsilon -\hbar ^{2}p^{2}/2m}}}
{\displaystyle =\mp {\frac {\mathrm {i} }{\hbar }}\theta (\pm t\mp t')\left({\frac {m}{2\pi \mathrm {i} \hbar (t-t')}}\right)^{3/2}\exp \left({\frac {\mathrm {i} m}{2\hbar (t-t')}}(\mathbf {x} -\mathbf {x} ')^{2}\right)} ,
Onde:
{\displaystyle \theta (x)={\begin{cases}1&{\text{se }}x>0\\0&{\text{se }}x<0\end{cases}}}
Representa a função de Heaviside. A função {\displaystyle K_{+}} chamada de propagador passado (retarded em inglês), porque {\displaystyle K_{+}(\mathbf {x} ,t;\mathbf {x} ',t')} é diferente de zero apenas se {\displaystyle t>t'}. Enquanto isso, a função {\displaystyle K_{-}} é chamada de propagador futuro (advanced em inglês), porque {\displaystyle K_{-}(\mathbf {x} ,t;\mathbf {x} ',t')} é diferente de zero apenas se {\displaystyle t<t'}.

### Partícula relativística
Usamos uma convenção de sinalização {\displaystyle +---} para a métrica que, {\displaystyle x\cdot y=x^{0}y^{0}-\mathbf {x} \cdot \mathbf {y} }.
Uma partícula escalar relativística verifica a equação de Klein-Gordon . Daí o propagador {\displaystyle K(x,y)} de uma partícula escalar relativística é definido como a função de Green da equação de Klein-Gordon. Eis:
{\displaystyle (\partial ^{2}+m^{2})K(x,y)=-\delta (x-y)} .
Para resolver, converte-se em momento linear:
{\displaystyle (p^{2}-m^{2})K(p)=1} .
Então:
{\displaystyle K(p)={\frac {1}{p^{2}-m^{2}}}} .
Converte-se de volta para o espaço de posição:
{\displaystyle K(x,y)=\int {\frac {\operatorname {d} ^{4}\!p}{(2\pi )^{4}}}{\frac {1}{p^{2}-m^{2}}}} .
A integral é ambígua porque tem dois pólos em:
{\displaystyle p^{0}=\pm (\mathbf {p} ^{2}+m^{2})} .
Deve-se desambiguar a integral adicionando um infinitesimal. De acordo com a teoria da integral curvilínea, podemos subir ou descer em cada pólo. Portanto, existem quatro métodos diferentes para eliminar a ambiguidade da integral; o propagador não é único. Se subirmos pelos dois pólos, o passado (em inglês retarded) será encontrado:
{\displaystyle K_{\mathrm {R} }(x,y)=\int {\frac {\operatorname {d} ^{4}\!p}{(2\pi )^{4}}}{\frac {1}{(p_{0}+\mathrm {i} \epsilon )^{2}-\mathbf {p} ^{2}-m^{2}}}}
{\displaystyle ={\begin{cases}\left(-\delta (s)+m\operatorname {J} _{1}(m{\sqrt {s}})/2{\sqrt {s}}\right)/2\pi &{\text{se }}x^{0}>y^{0}{\text{ kaj }}s\geq 0\\0&{\text{alie}},\end{cases}}}
Onde {\displaystyle \operatorname {J} _{1}} representa a função de Bessel de primeiro tipo e {\displaystyle s=(x-y)^{2}}. Se descermos em ambos os pólos, o propagador futuro (advanced) será encontrado:
{\displaystyle K_{\mathrm {A} }(x,y)=\int {\frac {\operatorname {d} ^{4}\!p}{(2\pi )^{4}}}{\frac {1}{(p_{0}-\mathrm {i} \epsilon )^{2}-\mathbf {p} ^{2}-m^{2}}}}
{\displaystyle ={\begin{cases}\left(-\delta (s)+m\operatorname {J} _{1}(m{\sqrt {s}})/2{\sqrt {s}}\right)/2\pi &{\text{se }}x^{0}<y^{0}{\text{ kaj }}s\geq 0\\0&{\text{alie}}.\end{cases}}}
Se descermos pelo pólo esquerdo (em {\displaystyle p^{0}=-{\sqrt {\mathbf {p} ^{2}+m^{2}}}} e para cima através do pólo direito (em {\displaystyle p^{0}=+{\sqrt {\mathbf {p} ^{2}+m^{2}}}}), O propagador de Feynman será encontrado:
{\displaystyle K_{\mathrm {F} }(x,y)=\int {\frac {\operatorname {d} ^{4}\!p}{(2\pi )^{4}}}{\frac {\exp(-\mathrm {i} p\cdot (x-y))}{p^{2}-m^{2}+\mathrm {i} \epsilon }}}
{\displaystyle ={\begin{cases}\left(-\delta (s)+m\operatorname {H} _{1}^{(1)}(m{\sqrt {s}})/2{\sqrt {s}}\right)/2\pi &{\text{se }}s\geq 0\\-\mathrm {i} m\operatorname {K} _{1}(m{\sqrt {-s}})/(4\pi ^{2}{\sqrt {-s}})&{\text{se }}s<0,\end{cases}}}
Onde {\displaystyle \operatorname {H} _{1}^{(1)}} representa a função de Hankel de primeiro tipo e {\displaystyle \operatorname {K} _{1}} significa a função modificada de Bessel de segundo tipo. Se subirmos pelo pólo esquerdo e descermos pelo pólo direito, o propagador de Dyson encontrar-se-á:
{\displaystyle K_{\mathrm {D} }(x,y)=\int {\frac {\operatorname {d} ^{4}\!p}{(2\pi )^{4}}}{\frac {\exp(-\mathrm {i} p\cdot (x-y))}{p^{2}-m^{2}-\mathrm {i} \epsilon }}}
{\displaystyle ={\begin{cases}\left(-\delta (s)+m\operatorname {H} _{1}^{(2)}(m{\sqrt {s}})/2{\sqrt {s}}\right)/2\pi &{\text{se }}s\geq 0\\\mathrm {i} m\operatorname {K} _{1}(m{\sqrt {-s}})/(4\pi ^{2}{\sqrt {-s}})&{\text{se }}s<0,\end{cases}}}
Onde {\displaystyle \operatorname {H} _{1}^{(2)}} representa a função de Hankel do segundo tipo .
Os quatro propagadores verificam as seguintes equações.
{\displaystyle K_{\mathrm {R} }+K_{\mathrm {A} }=K_{\mathrm {F} }+K_{\mathrm {D} }}
{\displaystyle K_{\mathrm {R} }(x-y)=K_{\mathrm {A} }(y-x)}
{\displaystyle K_{\mathrm {F} }(x-y)=K_{\mathrm {F} }(y-x)=K_{\mathrm {D} }(x-y)^{*}}
{\displaystyle K_{\mathrm {D} }(x-y)=K_{\mathrm {D} }(y-x)=K_{\mathrm {F} }(x-y)^{*}} .
Além disso, os propagadores exprimem-se com valores esperados vazios de operadores de campo:
{\displaystyle K_{\mathrm {R} }(x-y)=-\mathrm {i} \theta (x^{0}-y^{0})\langle 0|[\phi (x),\phi (y)]|0\rangle }
{\displaystyle K_{\mathrm {A} }(x-y)=\mathrm {i} \theta (y^{0}-x^{0})\langle 0|[\phi (x),\phi (y)]|0\rangle }
{\displaystyle K_{\mathrm {F} }(x-y)=-\mathrm {i} \langle 0|{\mathsf {T}}\{\phi (x)\phi (y)\}|0\rangle =-\mathrm {i} \theta (x^{0}-y^{0})\langle 0|\phi (x)\phi (y)|0\rangle -\mathrm {i} \theta (y^{0}-x^{0})\langle 0|\phi (y)\phi (x)|0\rangle }
{\displaystyle K_{\mathrm {D} }(x-y)=\mathrm {i} \langle 0|{\mathsf {T}}\{\phi (x)\phi (y)\}^{\dagger }|0\rangle =\mathrm {i} \theta (x^{0}-y^{0})\langle 0|\phi (y)\phi (x)|0\rangle +\mathrm {i} \theta (y^{0}-x^{0})\langle 0|\phi (x)\phi (y)|0\rangle } .

### Partícula com rotação
Para uma partícula dirac {\displaystyle \psi } seguindo a equação de dirac:
{\displaystyle (\gamma \cdot \partial +m)\psi =0} ,
o propagador é definido  semelhantemente:
{\displaystyle (\gamma \cdot \partial +m)K(x-y)=\delta (x-y)} .
No momento de espaço:
{\displaystyle K_{\mathrm {F} }(p)={\frac {1}{\gamma \cdot p-m+\mathrm {i} \epsilon }}={\frac {\gamma \cdot p+m}{p^{2}-m^{2}+\mathrm {i} \epsilon }}}
para o propagador de Feynman, etc.
Para uma partícula  vetoral{\displaystyle A} de massa zero (por exemplo, o fóton), existem vários ‘gauges’ possíveis. Um medidor simples é o medidor de Lorenz {\displaystyle \partial \cdot A=0}. Portanto, a partícula segue as equações de Maxwell com um termo gaussiano:
{\displaystyle \partial ^{2}A_{\mu }=0} .
O propagador é definido de forma semelhante:
{\displaystyle \partial ^{2}K_{\mu \nu }(x-y)=\delta (x-y)} .
No momento linear do espaço o propagador (de Feynman, etc.) é:
{\displaystyle K_{\mathrm {F} \mu \nu }(p)={\frac {-g_{\mu \nu }}{p^{2}+\mathrm {i} \epsilon }}} .